# Lipa, Dobrepolje
Lipa este o localitate din comuna Dobrepolje, Slovenia, cu o populație de 73 de locuitori.